# Diocesis Galliarum
Diocees Gallië (Latijn: Diocesis Galliarum, "bisdom van Gallië") was een diocees van het latere Romeinse Rijk, in de Pretoriaanse prefectuur van Gallië. Het omvatte het noordelijke en oostelijke deel van Gallië vanaf de Loire, inclusief de Lage Landen en het moderne Duitsland ten westen van de Rijn.
Het diocees omvatte de volgende provincies: 
- Gallia Lugdunensis I
- Gallia Lugdunensis II
- Gallia Lugdunensis III,
- Gallia Lugdunensis IV (Senonia)
- Belgica I
- Belgica II
- Germania Icunda
- Germania II
- Alpes Poenninae et Graiae
- Maxima Sequanorum

## Geschiedenis
Diocees Gallië werd opgericht na de hervormingen van Diocletianus en Constantijn I omstreeks 314. In het jaar 406 werd de Rijngrens doorbroken en ging een groot deel van Gallië tijdelijk verloren aan Germaanse stammen. De Romeinse controle over het diocees werd daarna door keizer Constantius III grotendeels hersteld en bleef intact tot de dood van Valentinianus III in 455. Hierna opereerde de Romeinse generaal Aegidius onafhankelijk van Rome in het gebied dat sindsdien bekend staat als het "Domein van Soissons". Na de machtsgreep van Clodio in 486 maakte het deel uit van diens Merovingische rijk en was in zekere zin het Romeinse bestuur in Noord-Gallië de facto beëindigd.